# Японська футбольна ліга (1965)
Японська соккер-ліга (яп. 日本サッカーリーグ) або JSL була вищою футбольною лігою Японії з 1965 по 1992 рік і була попередницею нинішньої професіональної Джей-ліги. JSL була першою в історії національною лігою аматорського командного спорту в Японії і другою національною лігою командного виду спорту в Японії після професіональної японської бейсбольної ліги, заснованої в 1936 році.

## Історія
Кожна команда JSL представляла компанію і, як і японські бейсбольні команди, носила ім'я компанії, яка володіла командою, і складалася з працівників цієї компанії. На відміну від бейсболу, команди, які посідали останні місця, залишали лігу, а замість них приходили нові. Офіційно гравці були любителями і, як правило, більшу частину часу присвячували роботі в компанії. В більш пізні роки, кращим футболістам виплачували зарплату безпосередньо за гру на полі.
Спочатку JSL складалася лише з одного дивізіону, але в 1972 році був доданий другий дивізіон. Його переможці могли приєднатися до першого дивізіону, перемігши у стикових матчах клуби, які посіли останні місця в JSL. З 1973 по 1980 рік і чемпіони другого дивізіону, і команди, що зайняли другі місця повинні були грати в стикових матчах; згодом і до 1984 року переможці виходили у вищий дивізіон безпосередньо, а у стикових матчах грали тільки другі команди.
В число кращих команд JSL входили «Хітачі», «Фурукава Електрік», «Міцубісі Моторс», «Ніссан Моторс», «Тойо Індастріс/Мазда» і «Йоміурі/Верді Кавасакі», які пізніше змінили назви і навіть міста. «Фурукава Електрік» був єдиним клубом, що ніколи не покидав вищого дивізіону JSL.
В результаті реформування національної ліги було прийнято рішення скасувати JSL і натомість створити нову професіональну лігу, що отримала назву Джей-ліга. Останнім сезоном JSL став 1991/92, а Джей-ліга почала функціонувати в 1993 році. Дев'ять найкращих клубів JSL (разом із щойно створеним «Сімідзу С-Палс») і учасник другого дивізіону «Сумітомо» стали першими членами нової Джей-ліги. Решта — «Ямаха Моторс», «Тошиба», «Хітачі», «Хонда» та шість клубів другого дивізіону стали членами напівпрофесіональної Японської футбольної ліги (JFL). І в решту 1992 року вони зіграли чемпіонат з 18 іграми, в якому переміг «Джубіло Івата». Решта членів другого дивізіону JSL і два клуби, які виграли регіональні ліги, сформували другий дивізіон японської футбольної ліги JFL.

## Чемпіони

### Перший дивізіон
| Рік       | Чемпіон           | Віце-чемпіон                   |
| --------- | ----------------- | ------------------------------ |
| 1965      | Тойо Індастріс    | Ніппон Стіл Явата              |
| 1966      | Тойо Індастріс    | Ніппон Стіл Явата              |
| 1967      | Тойо Індастріс    | Фурукава Електрік              |
| 1968      | Тойо Індастріс    | Янмар Дизель                   |
| 1969      | Мітсубіші Моторс  | Тойо Індастріс                 |
| 1970      | Тойо Індастріс    | Мітсубіші Моторс               |
| 1971      | Янмар Дизель      | Мітсубіші Моторс               |
| 1972      | Хітачі            | Янмар Дизель                   |
| 1973      | Мітсубіші Моторс  | Хітачі                         |
| 1974      | Янмар Дизель      | Мітсубіші Моторс               |
| 1975      | Янмар Дизель      | Мітсубіші Моторс               |
| 1976      | Фурукава Електрік | Мітсубіші Моторс               |
| 1977      | Фудзіта           | Мітсубіші Моторс               |
| 1978      | Мітсубіші Моторс  | Янмар Дизель                   |
| 1979      | Фудзіта           | Йоміурі                        |
| 1980      | Янмар Дизель      | Фудзіта                        |
| 1981      | Фудзіта           | Йоміурі                        |
| 1982      | Мітсубіші Моторс  | Янмар Дизель                   |
| 1983      | Йоміурі           | Ніссан                         |
| 1984      | Йоміурі           | Ніссан                         |
| 1985/1986 | Фурукава Електрік | Ніппон Кокан (футбольний клуб) |
| 1986/1987 | Йоміурі           | Ніппон Кокан (футбольний клуб) |
| 1987/1988 | Ямаха Моторс      | Ніппон Кокан (футбольний клуб) |
| 1988/1989 | Ніссан            | All Nippon Airways             |
| 1989/1990 | Ніссан            | Йоміурі                        |
| 1990/1991 | Йоміурі           | Ніссан                         |
| 1991/1992 | Йоміурі           | Ніссан                         |

#### За клубом
| Клуб                                | Чемпіон | Віце-чемпіон | Чемпіонський сезон                    | Віце-чемпіонський сезон            |
| ----------------------------------- | ------- | ------------ | ------------------------------------- | ---------------------------------- |
| Йоміурі                             | 5       | 3            | 1983, 1984, 1986-87, 1990-91, 1991-92 | 1979, 1981, 1989-90                |
| Тойо Індастріс/Мазда                | 5       | 1            | 1965, 1966, 1967, 1968, 1970          | 1969                               |
| Мітсубіші Моторс                    | 4       | 6            | 1969, 1973, 1978, 1982                | 1970, 1971, 1974, 1975, 1976, 1977 |
| Янмар Дизель                        | 4       | 4            | 1971, 1974, 1975, 1980                | 1968, 1972, 1978, 1982             |
| Фудзіта                             | 3       | 1            | 1977, 1979, 1981                      | 1980                               |
| Ніссан Моторс                       | 2       | 4            | 1988-89, 1989-90                      | 1983, 1984, 1990-91, 1991-92       |
| Фурукава                            | 2       | 1            | 1976, 1985                            | 1967                               |
| Хітачі                              | 1       | 1            | 1972                                  | 1973                               |
| Ямаха Моторс                        | 1       | 0            | 1987-88                               |                                    |
| Ніппон Кокан (футбольний клуб)      | 0       | 3            |                                       | 1985, 1986-87, 1987-88             |
| Ніппон Стіл Явата                   | 0       | 2            |                                       | 1965, 1966                         |
| Йокогама Флюгелс/All Nippon Airways | 0       | 1            |                                       | 1988-89                            |

### Другий дивізіон
| Клуб                           | Чемпіон | Віце-чемпіон | Чемпіонський сезон | Віце-чемпіонський сезон |
| ------------------------------ | ------- | ------------ | ------------------ | ----------------------- |
| Йоміурі                        | 2       | 2            | 1974, 1977         | 1975, 1976              |
| Сумітомо                       | 2       | 2            | 1984, 1986-87      | 1983, 1991-92           |
| Тошиба                         | 2       | 1            | 1979, 1988-89      | 1982                    |
| Хонда                          | 2       | 0            | 1978, 1980         |                         |
| Ніппон Кокан (футбольний клуб) | 2       | 0            | 1981, 1983         |                         |
| Тойота Моторс                  | 1       | 2            | 1972               | 1986-87, 1989-90        |
| Фудзіцу                        | 1       | 2            | 1976               | 1974, 1980              |
| Tanabe Pharmaceuticals         | 1       | 1            | 1975               | 1972                    |
| Ямаха Моторс                   | 1       | 1            | 1982               | 1979                    |
| Мацусіта                       | 1       | 1            | 1985               | 1987-88                 |
| All Nippon Airways             | 1       | 1            | 1987-88            | 1984                    |
| Хітачі                         | 1       | 1            | 1990-91            | 1988-89                 |
| Eidai Industries               | 1       | 0            | 1973               |                         |
| Мітсубіші Моторс               | 1       | 0            | 1989-90            |                         |
| Фудзіта                        | 1       | 0            | 1991-92            |                         |
| Ніссан Моторс                  | 0       | 3            |                    | 1977, 1978, 1981        |
| Мазда                          | 0       | 2            |                    | 1985, 1990-91           |
| Ванфоре Кофу                   | 0       | 1            |                    | 1973                    |

#### За клубом
| Рік       | Чемпіон                        | Віце-чемпіон          |
| --------- | ------------------------------ | --------------------- |
| 1972      | Тойота Моторс                  | Tanabe Pharmaceutical |
| 1973      | Eidai Industries               | Кофу                  |
| 1974      | Йоміурі                        | Фудзіцу               |
| 1975      | Tanabe Pharmaceutical          | Йоміурі               |
| 1976      | Фудзіцу                        | Йоміурі               |
| 1977      | Йоміурі                        | Ніссан Моторс         |
| 1978      | Хонда                          | Ніссан                |
| 1979      | Тошиба                         | Ямаха Моторс          |
| 1980      | Хонда                          | Фудзіцу               |
| 1981      | Ніппон Кокан (футбольний клуб) | Ніссан                |
| 1982      | Ямаха Моторс                   | Тошиба                |
| 1983      | Ніппон Кокан (футбольний клуб) | Сумітомо              |
| 1984      | Сумітомо                       | All Nippon Airways    |
| 1985/1986 | Мацусіта Електрік              | Мазда                 |
| 1986/1987 | Сумітомо                       | Тойота Моторс         |
| 1987/1988 | All Nippon Airways             | Мацусіта Електрік     |
| 1988/1989 | Тошиба                         | Хітачі                |
| 1989/1990 | Мітсубіші Моторс               | Тойота Моторс         |
| 1990/1991 | Хітачі                         | Мазда                 |
| 1991/1992 | Фудзіта                        | Сумітомо              |

## Клуби, які виступали в JSL
В дужках вказані роки виступів у Першому дивізіоні JSL

### Перші 8 клубів
- Фурукава Електрік (1965—1992)
- Хітачі (1965—1992)
- Міцубісі Моторс (1965—1992)
- Toyoda Automatic Loom Works[en] (1965—1968, 1972—1972)
- Nagoya Sogo Ginko (Mutual Bank)[en] (1965—1966, 1968—1971)
- Янмар Дизель (1965—1992)
- Тойо Індастрис/Мазда (1965—1992)
- Явата Стіл[en] (1965—1991) — нині не існує

### Інші клуби JSL
- Ніппон Кокан (футбольний клуб)[en] (1967—1992) — нині не існує
- Towa Real Estate/Фудзіта (1972—1992)
- Тойота Мотор (1972—1992)
- Tanabe Seiyaku (Pharmaceutical) (1972—1992)
- Eidai Sangyo (Industries) (1972—1977) — нині не існує
- Фудзіцу (1972—1992)
- Йоміуріи (1972—1992)
- Ніссан Моторс (1976—1992)
- Ямаха Моторс (1979—1992)
- Хонда (1975—1992)
- Сумітомо (1973—1992)
- All Nippon Airways/Йокогама Трістар/Йокогама Флюгелс (1983—1992) — нині не існує
- Мацусіта (1984—1992)
- Тошиба (1978—1992)